# Valerie Holmes
Valerie Susan Holmes  (novembro de 1946) é uma modelo da Grã-Bretanha que venceu o concurso de Miss Internacional 1969. 
Ela foi a primeira de seu país (Grã-Bretanha ou Reino Unido) a vencer este concurso. 

## Biografia
Valerie nasceu em Winchmore Hill, no subúrbio de Londres, sendo filha de Ernest and Phyllis Holmes. 
Após sua participação nos concursos de beleza, ela se mudou para os EUA onde se casou e formou uma família. 

## Participação em concursos de beleza
Ela venceu o Miss Enfield 1969, o que lhe deu a chance de participar do concurso nacional Miss Britain (Miss Bretanha) que ela também venceu.  
Em Tóquio, no Japão, ela derrotou outras 47 concorrentes para levar a coroa de Miss Internacional 1969.  